# Amac (winkel)
Amac is een Nederlandse winkelketen die zich richt op de verkoop van Apple-producten en accessoires. Met meer dan 50 vestigingen is het de grootste Apple Premium Partner van Europa.

## Geschiedenis
Amac werd in 2005 opgericht door Ed Bindels. De eerste vestiging, geopend aan de Mariaplaats in Utrecht, was gebaseerd op het model van de Apple Premium Resellers (APR). Bindels, geïnspireerd door een promotiefilm van Steve Jobs, zag een kans om Apple-producten toegankelijker te maken voor consumenten. Wat begon met één winkel groeide uit tot de grootste APR-keten van Nederland, met inmiddels meer dan 50 locaties verspreid door het hele land.
Binnen anderhalf jaar waren er drie vestigingen. Vanaf 2011 vonden er meerdere overnames van andere ketens plaats zoals AM Bridge, C-Inside, iCentre en Xando. Deze strategische overnames maakten Amac in 2017 tot de marktleider in Nederland.
In de afgelopen jaren heeft het bedrijf ook zijn e-commercekanaal versterkt. In 2023 behaalde Amac een omzet van 233 miljoen euro.
Amac The Wall in Utrecht is de hoofdvestiging en genereert jaarlijks gemiddeld de hoogste omzet en beste cijfers.